# Mats Larsson
Ål Mats Arne Larsson (Vansbro, 20 marzo 1980) è un ex fondista svedese.
È figlio di Gunnar, a sua volta fondista di alto livello.

## Biografia
Nato a Järna, nel comune di Vansbro, Larsson debuttò in campo internazionale ai Mondiali juniores di Saafelden nel 1999, senza conseguire risultati di rilievo.
In Coppa del Mondo esordì il 27 novembre 1999 nella 10 km a tecnica classica di Kiruna (50°), ottenne il primo podio il 14 dicembre 2003 nella staffetta di Davos (3°) e l'unica vittoria il 21 novembre 2010 nella staffetta di Gällivare.
In carriera prese parte a un'edizione dei Giochi olimpici invernali, Torino 2006 (19° nella 15 km, 3° nella staffetta) e a tre dei Campionati mondiali, vincendo una medaglia.

## Palmarès

### Olimpiadi
- 1 medaglia:
  - 1 bronzo (staffetta a Torino 2006)

### Mondiali
- 1 medaglia:
  - 1 argento (sprint a Sapporo 2007)

### Coppa del Mondo
- Miglior piazzamento in classifica generale: 25º nel 2007
- 11 podi (3 individuali, 8 a squadre):
  - 1 vittoria (a squadre)
  - 4 secondi posti (1 individuale, 3 a squadre)
  - 6 terzi posti (2 individuali, 4 a squadre)

#### Coppa del Mondo - vittorie
| Data             | Luogo     | Paese  | Disciplina                                                      |
| ---------------- | --------- | ------ | --------------------------------------------------------------- |
| 21 novembre 2010 | Gällivare | Svezia | 4x10 km (con Johan Olsson, Daniel Richardsson e Marcus Hellner) |

#### Coppa del Mondo - competizioni intermedie
- 1 podio di tappa:
  - 1 secondo posto